# Hahncappsia mancalis
Hahncappsia mancalis is een vlinder uit de familie van de grasmotten (Crambidae), uit de onderfamilie van de Pyraustinae. De wetenschappelijke naam van deze soort is voor het eerst voorgesteld als Botys mancalis door Julius Lederer in een publicatie uit 1863.
De soort komt voor in de Verenigde Staten.